# باشرباخ (باد کرویتسناخ)
باشرباخ (به آلمانی: Becherbach) یک شهر در آلمان است که در باد کرویتسناخ واقع شده‌است.